# Oregon-Nashua Township
Die Oregon-Nashua Township ist eine von 24 Townships im Ogle County im Norden des US-amerikanischen Bundesstaates Illinois. Im Jahr 1993 erfolgte der Zusammenschluss der Oregon Township und der Nashua Township.

## Geografie
Die Oregon-Nashua Township liegt im Norden von Illinois beiderseits des Rock River rund 150 km westlich von Chicago. Die Grenze zu Wisconsin verläuft rund 60 km nördlich; der Mississippi, der die Grenze zu Iowa bildet, befindet sich rund 75 km westlich.
Die Oregon-Nashua Township Township liegt auf 41°57′47″ nördlicher Breite und 89°19′11″ westlicher Länge und erstreckt sich über 102,56 km², die sich auf 99,45 km² Land- und 3,11 km² Wasserfläche verteilen.
Die Oregon-Nashua Township liegt im südlichen Zentrum des Ogle County und grenzt im Norden an die Rockvale Township, im Nordosten an die Marion Township, im Osten an die Pine Rock Township, im Südosten an die LaFayette Township, im Süden an die Taylor Township, im Südwesten an die Grand Detour Township, im Westen an die Pine Creek Township und im Nordwesten an die Mount Morris Township.

### Naherholungsgebiete
- Castle Rock State Park an der Illinois Route 2 im Süden von Oregon
- Lowden-Miller State Forest, etwa 8 km südlich von Oregon (zu einem kleineren Teil in der Pine Creek Township gelegen)

## Verkehr
Durch die Township führt die entlang des rechten Ufers des Rock River verlaufende Illinois State Route 2. Im Zentrum der Township zweigt von dieser die nach Osten führende Illinois State Route 64 ab. Alle weiteren Straßen sind County Highways sowie weiter untergeordnete und zum Teil unbefestigte Fahrwege.
In Ost-West-Richtung verläuft durch die Oregon-Nashua Township eine Eisenbahnlinie der BNSF Railway, die von Chicago nach Westen führt. In Oregon zweigt von dieser Linie eine Stichstrecke der Illinois Railway nach Mount Morris ab.
Der nächstgelegene Flugplatz ist der rund 2 km nordwestlich der Township gelegene Ogle County Airport bei Mount Morris; der nächstgelegene größere Flughafen ist der rund 35 km nordöstlich gelegene Chicago Rockford International Airport am südlichen Stadtrand von Rockford.

## Bevölkerung
Bei der Volkszählung im Jahr 2010 hatte die Township 4909 Einwohner. Neben Streubesiedlung gibt folgende Siedlungen:
City
- Oregon

Unincorporated Communities
- Daysville
- Honey Creek1
- Watertown

1 – teilweise in der Pine Rock Township